# Spreebogenpark

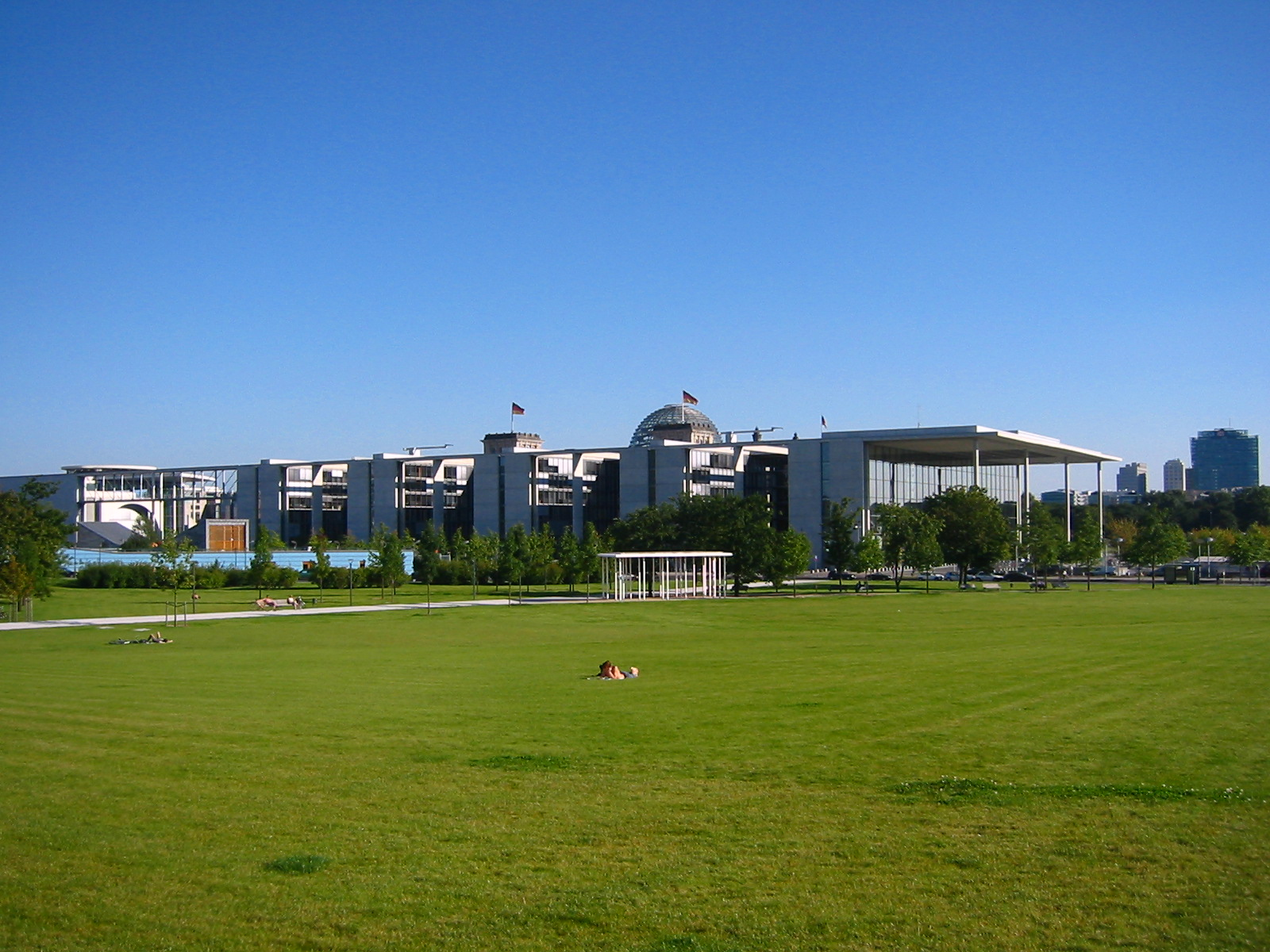
Blick über die Parkwiese zum Paul-Löbe-Haus

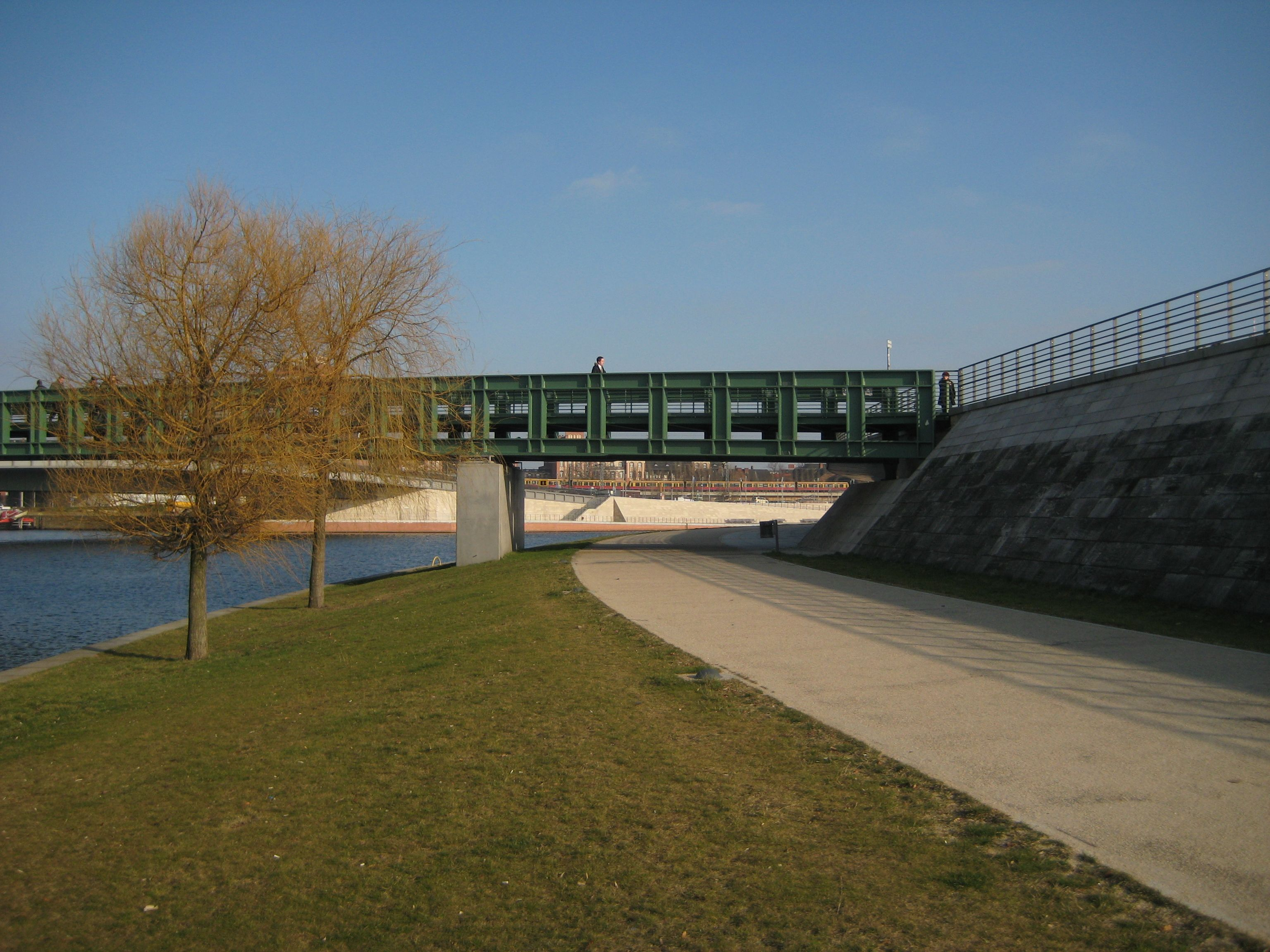
Uferpromenade und Gustav-Heinemann-Brücke

Der Spreebogenpark befindet sich im Berliner Ortsteil Tiergarten. Er liegt im Innern des Spreebogens, einer markanten Nordschleife der Spree, und wird im Westen von der Moltkebrücke, im Osten von der Kronprinzenbrücke und im Süden vom Band des Bundes eingefasst. In unmittelbarer Nähe des Parks liegen das Bundeskanzleramt, das Paul-Löbe-Haus des Bundestags, die Schweizerische Botschaft und der Hauptbahnhof.
Den rund sechs Hektar großen Park prägen seit 2005 Rasenflächen mit lockeren Baumgruppen, zwei parallel verlaufende Uferwege auf unterschiedlichen Ebenen, zwei Gartenstreifen und ein als „Sichtfenster“ wirkender Geländeeinschnitt vom Platz des Bürgerforums auf den Humboldthafen.
Der Spreebogenpark wurde angelegt als Teilprojekt des als Band des Bundes bezeichneten städtebaulichen Leitkonzepts zur Neuordnung des Parlaments- und Regierungsviertels der Bundeshauptstadt.
Der Park beherbergt aufgrund seiner zentralen Lage in den Jahren 2021 und 2024 als politische Versammlung angemeldeten Camps hungerstreikender Klimaaktivisten.

## Einbindung in die Umgebung

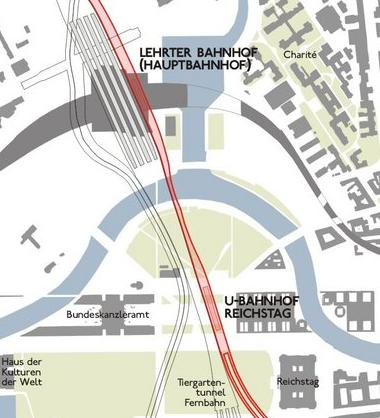
Einbindung des Parks in die Umgebung. In Rot die U-Bahnstrecke der U5

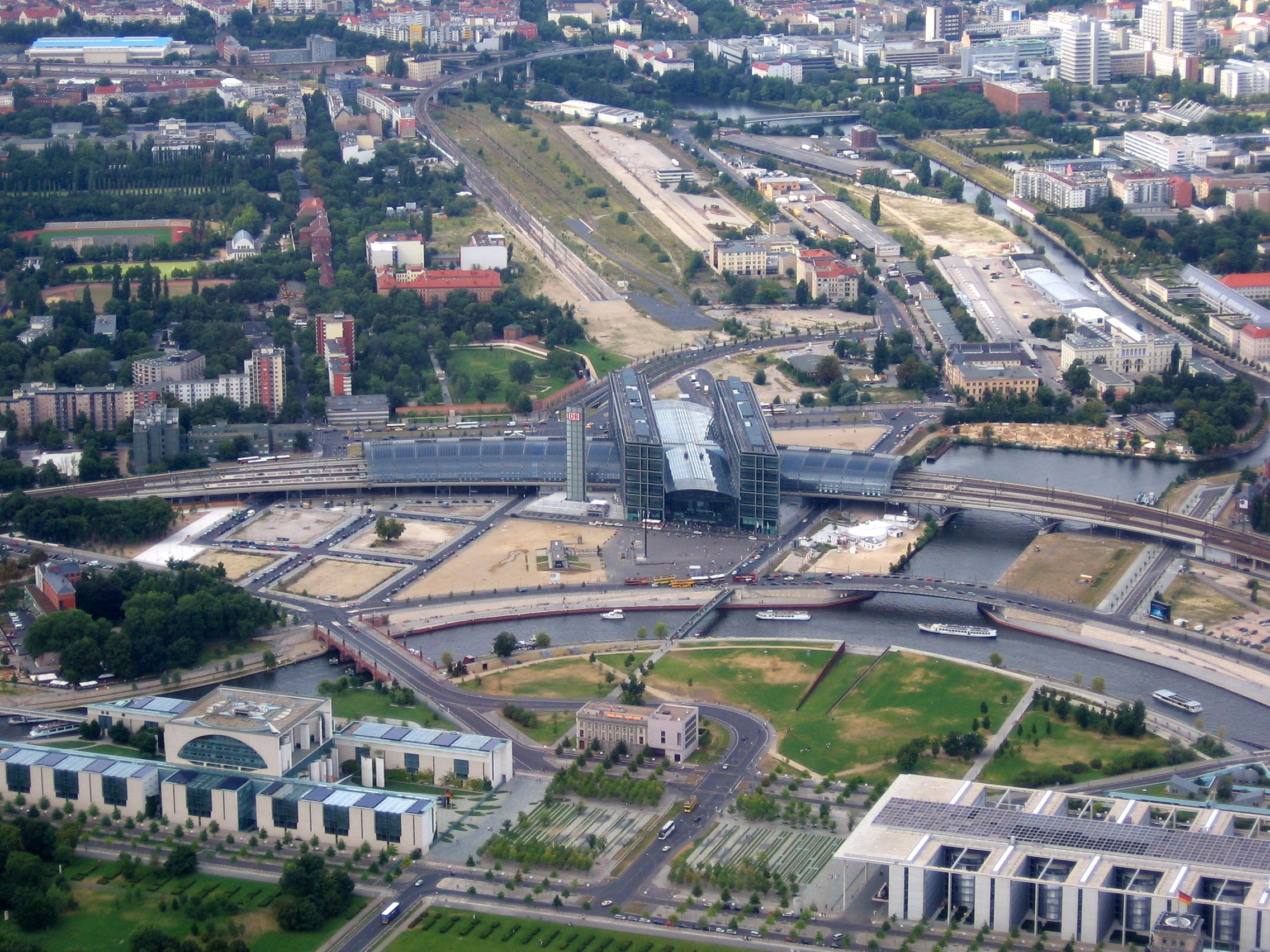
Spreebogenpark und Umgebung

Der Spreebogenpark breitet sich im weiten Spreebogen zwischen Moltkebrücke und Paul-Löbe-Haus aus. Er wird südlich begrenzt von Willy-Brandt-Straße und Otto-von-Bismarck-Allee. In einem Dreieck am südöstlichen Parkende befindet sich zwischen Otto-von-Bismarck-Allee, Konrad-Adenauer-Straße und Spree die Kindertagesstätte des Bundestags.
Die landschaftliche Offenheit des weitgehend baumlosen Parks lenkt den Blick auf das jenseitige Spreeufer, wo sich die gewaltige Stahl-Glaskonstruktion des 2006 eröffneten Hauptbahnhofs erhebt. Östlich des Bahnhofs zweigt im Scheitelpunkt des Spreebogens der Berlin-Spandauer Schifffahrtskanal ab. Er verkürzt seit 1859 den Schifffahrtsweg zwischen Spree und Havel. Er öffnet sich kurz nach Beginn zum kleinen Humboldthafen, der heute weitgehend funktionslos ist. In nordöstlicher Blickrichtung erkennt man das ausgedehnte Gelände der Charité, des größten Universitätsklinikums in Europa.

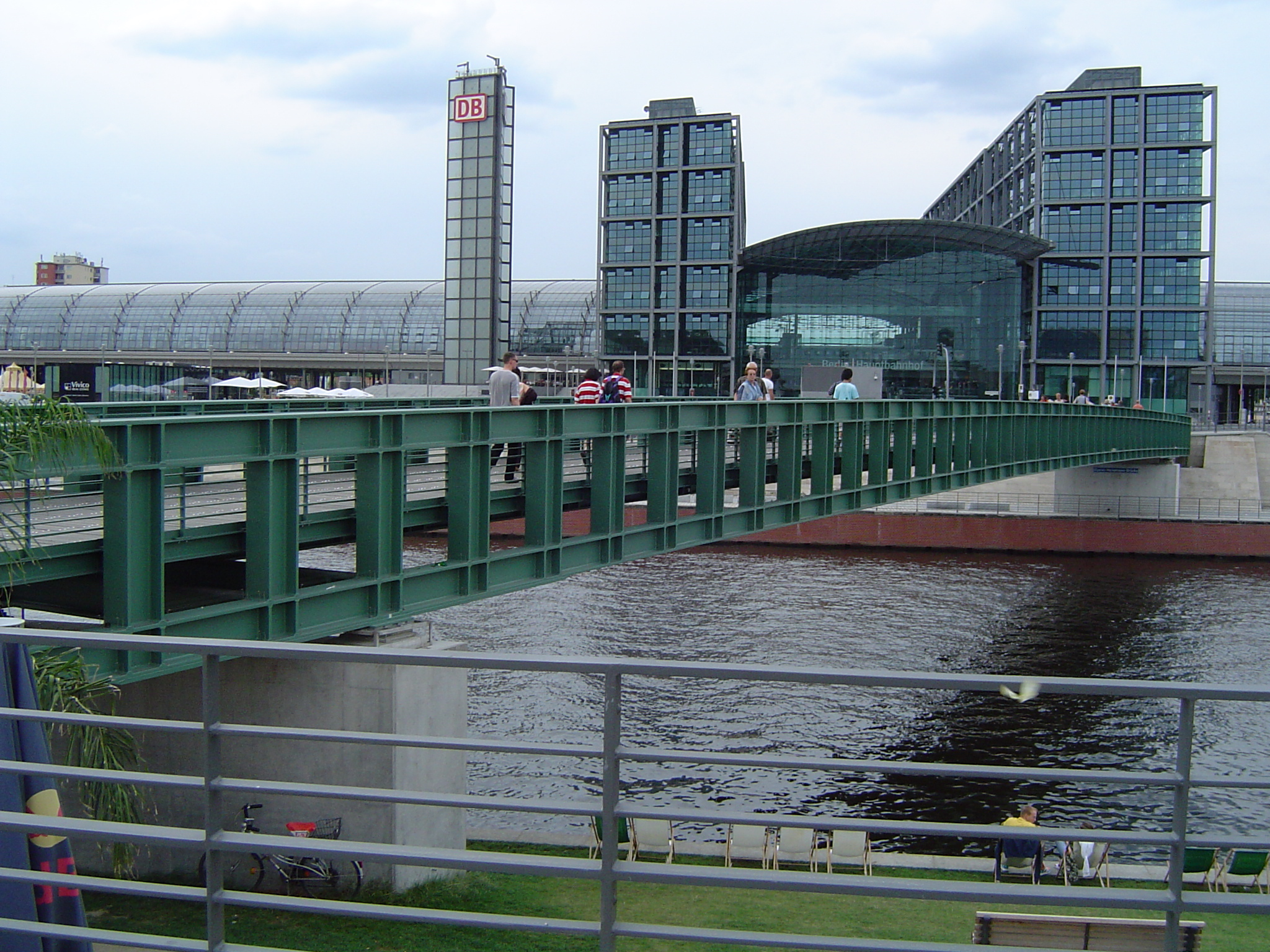
Gustav-Heinemann-Brücke und Hauptbahnhof

Für Fußgänger und Radfahrer verbindet die Gustav-Heinemann-Brücke den Spreebogenpark mit der Rahel-Hirsch-Straße und dem vor dem Bahnhof gelegenen Washingtonplatz. Der 88 Meter lange und 5 Meter breite Steg überspannt den Fluss wie ein schmaler Balken. Die lichte Weite der Stahlkonstruktion beträgt zwischen den beiden Mittelpfeilern 66 Meter. Das Gewicht liegt bei 229 Tonnen. Der Name des Stegs erinnert an Gustav Heinemann, den dritten Bundespräsidenten. Die Benennung fand am 30. Juni 2005 zeitgleich mit der Parkeröffnung statt.

## Gestaltung

### Gesamtanlage

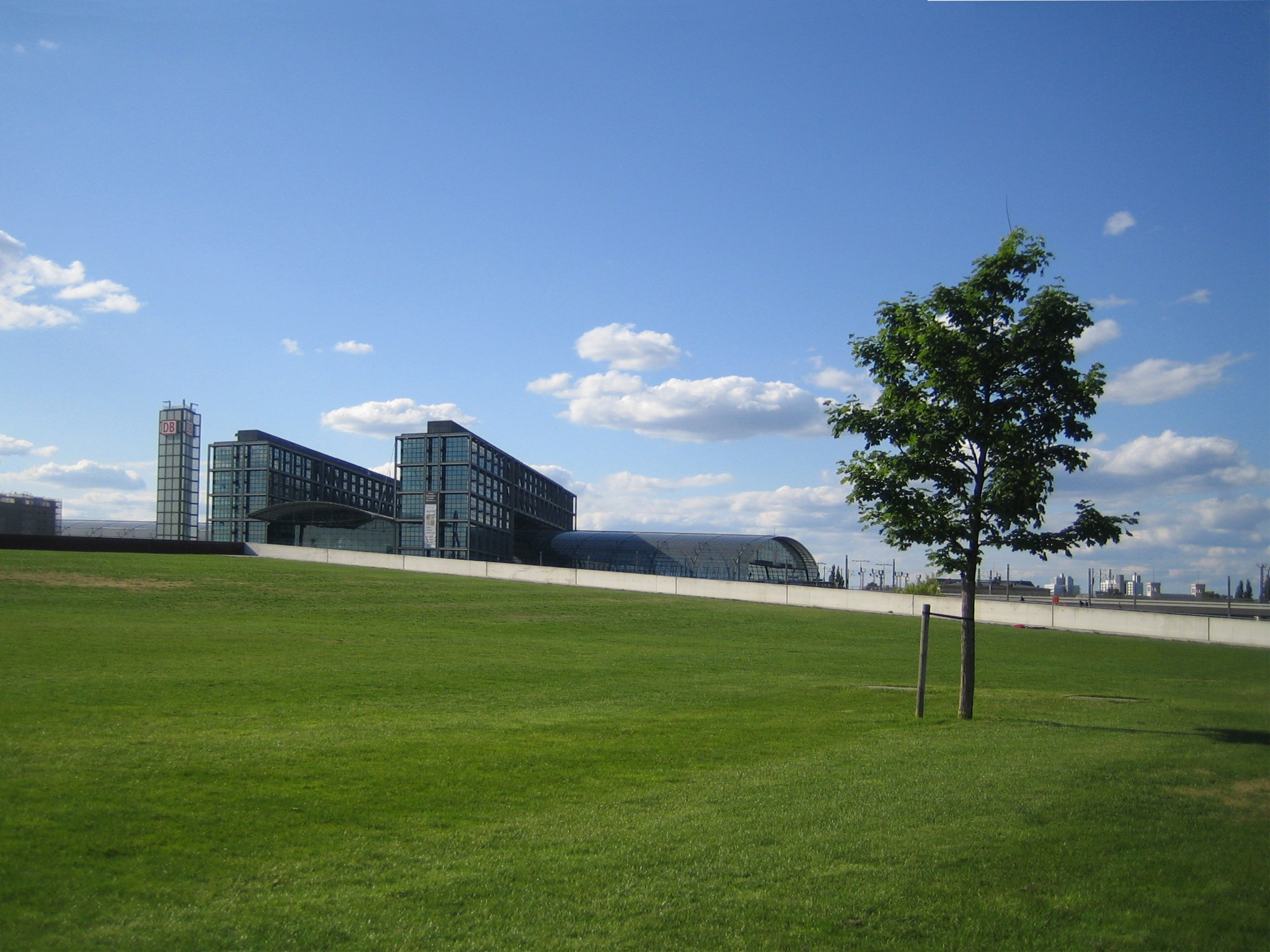
Blick vom Spreebogenpark zum Hauptbahnhof

Die gartenarchitektonisch zurückhaltende Gestaltung des Spreebogenparks erfolgte nach den Plänen des Landschaftsarchitekten Toni Weber. Dabei sollten unter Einbindung älterer Teile der Uferbebauung Bezüge zur Geschichte des Ortes hergestellt werden.
Den Park dominiert eine große, fast baumlose Rasenfläche, die sich zum mittleren Uferbereich hin zu einem Hügel erhebt, der aber von einem von Stahlwänden begrenzten Landschaftseinschnitt durchbrochen wird. Eine strenge Ordnung aus mit grauem oder bräunlichem Belag befestigten Wegen gliedert das Gelände asymmetrisch.
Nur entlang einzelner Wege, im Uferbereich und am östlichen Parkrand finden sich Baum- und Sträuchergruppen. Gepflanzt wurden neben Buchen und Eichen auch exotische Gehölze wie Amerikanische Amberbäume (Liquidambar styraciflua) oder Surenbäume (Cedrela sinensis).
Ein kleiner Pavillon in der östlichen Parkhälfte bietet Schutz bei Regen und bildet zudem eine Spielstätte für kleinere Freilichtveranstaltungen oder Konzerte. Von diesem abgesehen konzentriert sich die bauliche Gestaltung auf den Bereich der beiden Uferwege, an denen sich bänderartig die beiden aufsteigenden Themengärten „Gartenspur“ (im Osten) und „Spurengarten“ (im Westen) entlangziehen.

### Uferwege

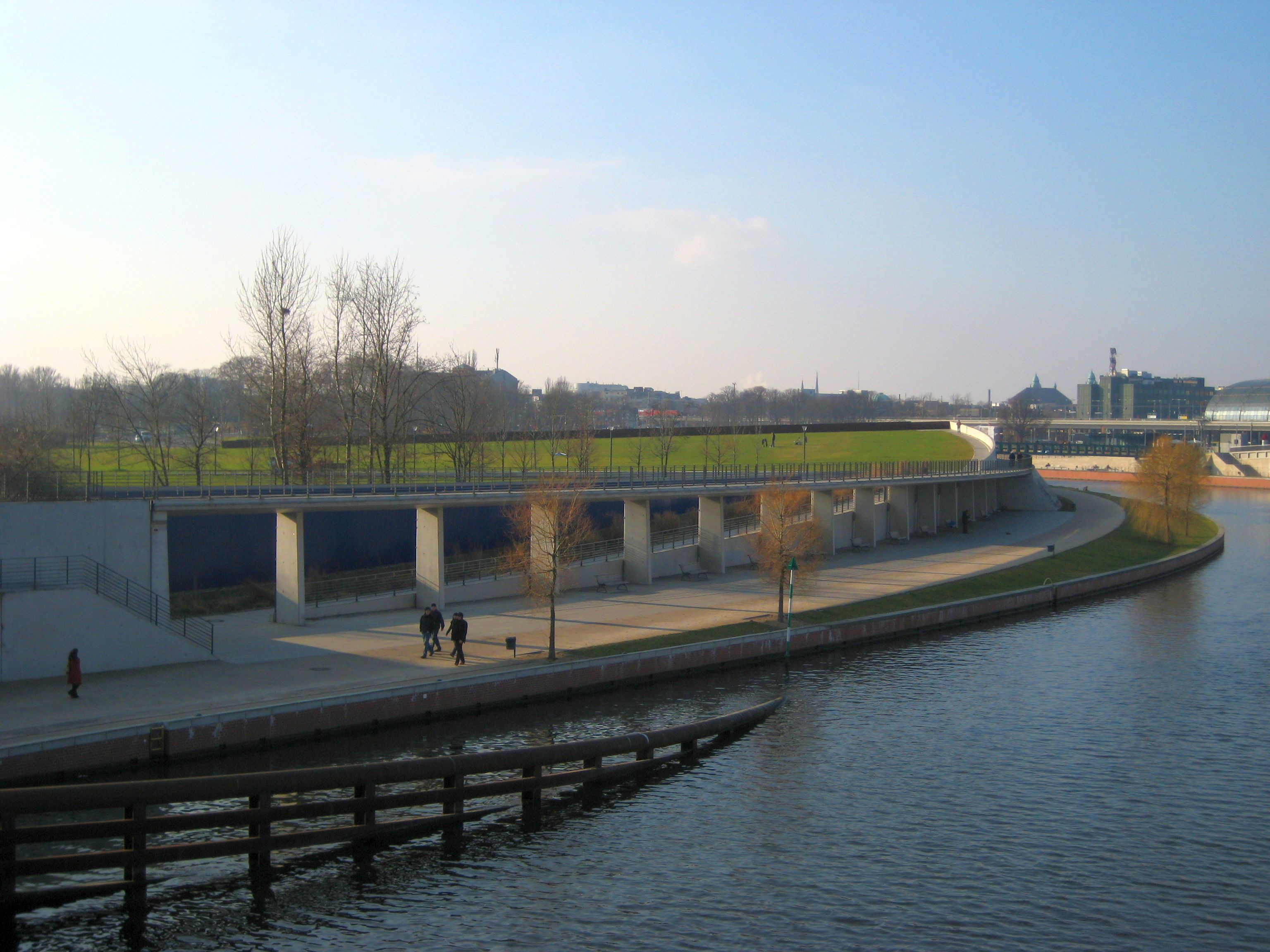
Uferpromenade, Panoramaweg und „Gartenspur“ von der Kronprinzenbrücke gesehen

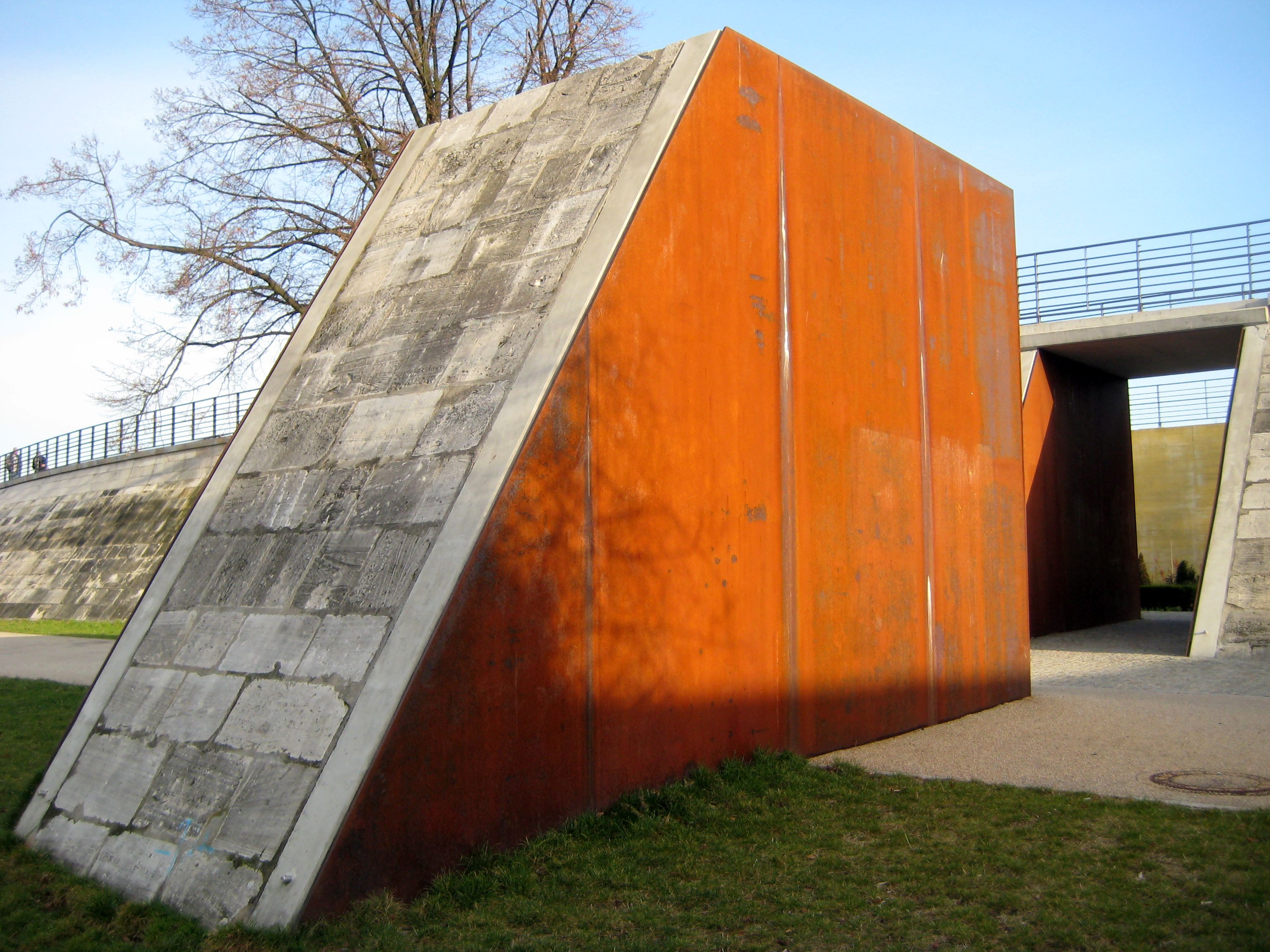
Skulptur und Durchgang zum „Spurengarten“

Die Wege am Ludwig-Erhard-Ufer, das in die Parkgestaltung integriert wurde, verlaufen zwischen Moltkebrücke und Kronprinzenbrücke auf zwei Ebenen. Ein Panoramaweg liegt bis zu fünf Meter oberhalb der eigentlichen Uferpromenade. Beide Ebenen sind durch ältere Treppen am Scheitelpunkt des Parks und an der Moltkebrücke, durch neue Treppen an der Kronprinzenbrücke sowie durch die sacht steigenden Wege von „Gartenspur“ und „Spurengarten“ miteinander verbunden.
Der geländergesäumte Panoramaweg ist auf gleichem Höhenniveau an Moltke- und Kronprinzenbrücke angebunden. An Stellen, an denen das ihn sonst zum Ufer abstützende traditionelle Uferdeckwerk nicht erhalten ist, wird er rampenartig fortgesetzt. Dies gilt besonders für den östlichen Uferbereich, wo der Panoramaweg von Betonpfeilern getragen wird. Der Wiesenhügel des Parks wird zum Promenadenweg hin mit hohen Betonwänden abgestützt. In der Parkmitte führt der Weg am Landschaftsfenster vorbei. Er endet südöstlich an der Kronprinzenbrücke, jenseits von ihr wird nur die Uferpromenade weitergeführt.
Die Uferpromenade ist mit Gussasphalt und Granitplatten gestaltet. Das historische Deckwerk aus Kalkstein konnte teilweise bewahrt werden und befestigt dann die oberhalb gelegenen Uferböschungen. Wo das Deckwerk fehlt, öffnen sich unter dem Panoramaweg gelegene, höhlenartige Einbuchtungen, in denen Ruhebänke stehen. Die rampenartige Führung des Panoramawegs in der östlichen Parkhälfte öffnet den Blick auf die Gartenspur.
Wiesen und Trauerweiden säumen die Uferpromenade zur Spree hin. Steinquader am Scheitelpunkt des Parks dienen als Sitzgelegenheiten. Die klare Linienführung der Promenade unterbricht nahe der Moltkebrücke eine große Skulptur. Diese ist zur Uferseite hin mit Kalkplatten verkleidet, sodass sie wie ein aus dem Uferdeckwerk herausgeschobenes Segment wirkt, das einen Zugang zum Spurengarten des Spreebogenparks öffnet.

### Landschaftsfenster mit Geschichtsbezügen

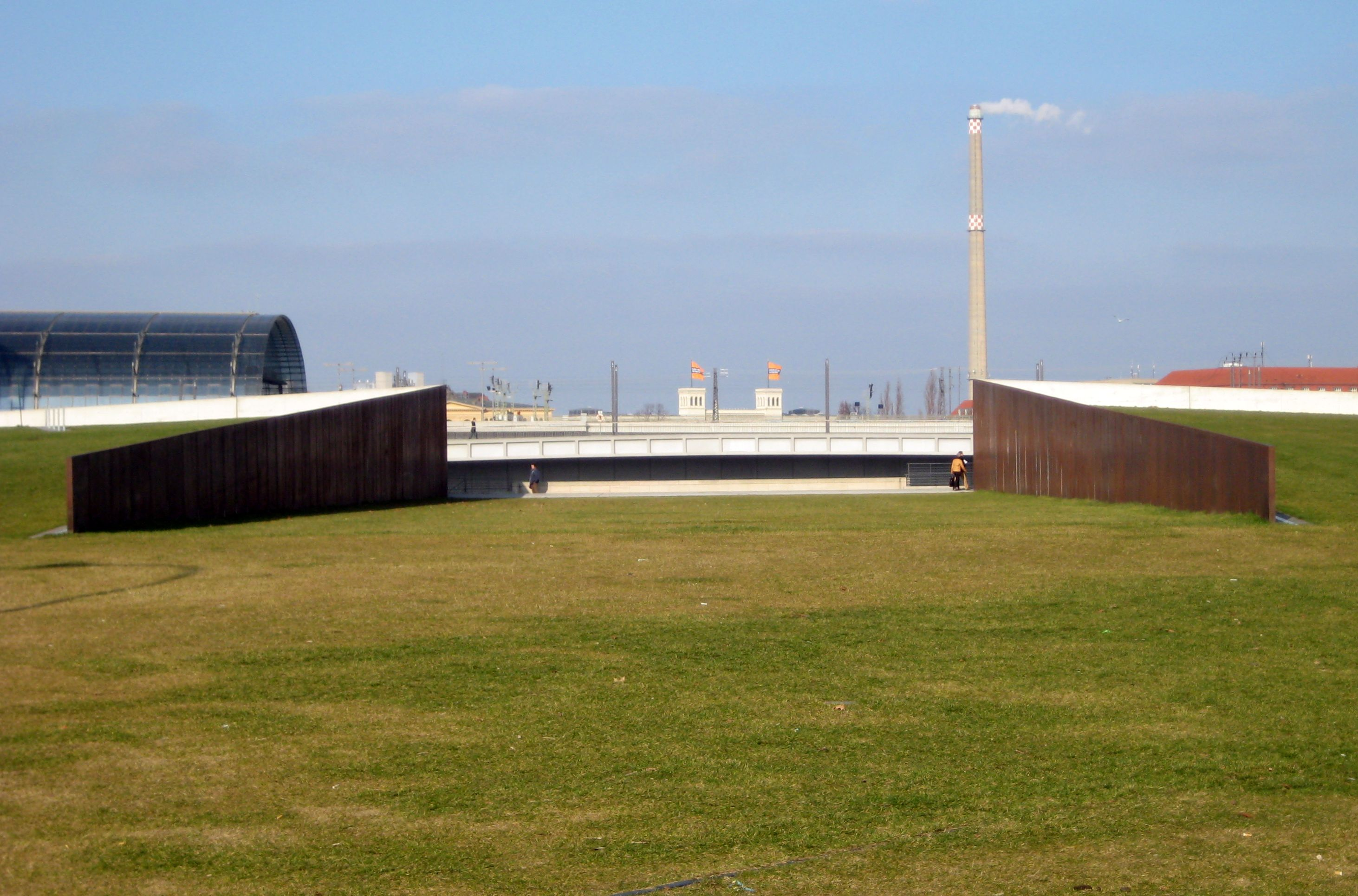
Das „Landschaftsfenster“ mit verstelltem Blick auf den Humboldthafen

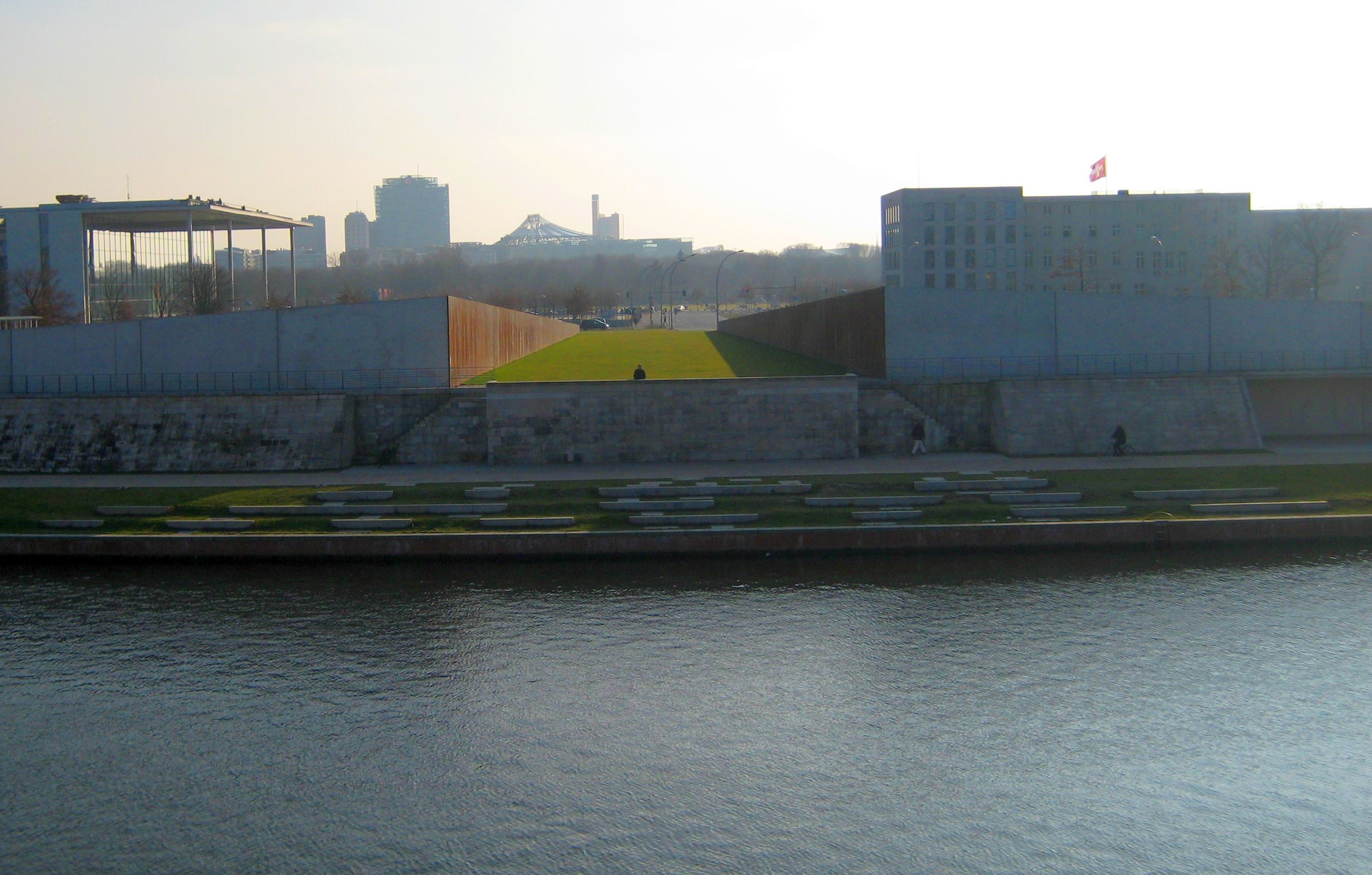
Blick von der anderen Spreeseite, am Horizont Gebäude am Potsdamer Platz

Der auffällige Geländeeinschnitt in der Mitte des Spreebogenparks lässt sich, wie andere Gestaltungselemente des Parks, als Bezug auf die Historie des Spreebogens verstehen. Sichtbar gemacht werden soll damit jene Nord-Süd-Achse, die die städtebaulichen Planungen für diesen Ort seit dem 19. Jahrhundert bestimmte, die aber im Gegensatz zu den Uferwegen nicht erhalten geblieben ist. Landschaftsarchitekt Toni Weber umschreibt sein Ziel so: „Die Geschichte selbst sollte Gestalt werden, der Entwurf selbstredend sein, sodass ich gar nichts würde erklären müssen.“
Der Einschnitt folgt der Führung der nach den Plänen von Peter Joseph Lenné in den 1860er Jahren angelegten, ehemaligen Alsenstraße. Die Sichtachse über die Spree entspricht dem Verlauf der die Straße früher verlängernden Alsenbrücke, deren Widerlager bei der Gestaltung des Spreebogenparks freigelegt wurden. Die Alsenstraße durchzog die Mitte des vornehmen Alsenviertels, das bis zum Ende des 19. Jahrhunderts auf dem heutigen Parkgelände entstand. Mehrere Botschaften siedelten sich hier nahe dem Reichstag an.
Nach den Plänen Albert Speers sollte das Alsenviertel bei der nationalsozialistischen Neugestaltung Berlins zur „Welthauptstadt Germania“ verschwinden. Städtebauliches Kernelement war dabei eine große Nord-Süd-Achse, die die Stadt durchziehen und auf den Spreebogen zuführen sollte. Hier war die Anlage der „Großen Halle“ und des „Großen Platzes“ vorgesehen.
Für die Verwirklichung von Speers Vorstellungen wurden bereits in der NS-Zeit Häuser abgerissen, der Rest des Alsenviertels wurde während des Zweiten Weltkriegs weitgehend zerstört. Die Straße wurde 1978 eingezogen, die Bezeichnungen „Alsenstraße“ und „Alsenviertel“ gerieten in Vergessenheit.
Die Rostfarbe der Stahlwände, die den Parkhügel mittig durchschneiden und den Geländeausschnitt ausformen, hebt sich deutlich von den sonst dominierenden Naturfarben des Parks ab. Sie wurden seit Eröffnung des Parks bereits als Stellwände für Freiluftausstellungen verwendet. Innerhalb des Geländeeinschnitts fällt die Rasenfläche sacht zum Panoramaweg hin ab.
Allerdings erfüllt der Einschnitt die von Weber zugeschriebene Funktion als „Landschaftsfenster“ nur bedingt. Eigentlich sollte die Sichtachse den Blick freigeben auf den Humboldthafen auf der anderen Spreeseite. Da die 2005 eröffnete Hugo-Preuß-Brücke, die über die Einfahrt des Schifffahrtskanals führt, aber höher ausfiel als ursprünglich veranschlagt, wird dieser Blick verstellt.

### Segmente und Symbolik
Die beiden abfallenden Wiesensegmente bilden thematische Gartenbänder aus, die dem Radius des Spreebogens folgen. Das westliche Band Spurengarten soll mit von Buchsbaum (Buxus sempervirens) gefassten Beeten an die Vorgärten des gründerzeitlichen Alsenviertels erinnern, das sich um 1900 zu einem bevorzugten Standort diplomatischer Vertretungen entwickelt und bereits rund 50 Jahre zuvor die sumpfigen Wiesen im Spreebogen abgelöst hatte. Die farbenprächtige Hochstaudenwiese der östlichen Gartenspur schlägt einen Bogen zur Zeit der Deutschen Teilung, als im Mauerbereich Gräser, Storchschnabel (Geranium), Wildastern (Aster sedifolius) oder Glockenblumen (Campanula) frei wucherten.
Die Landschaftsarchitekten statteten die Parkanlage bewusst mit reicher Symbolik aus, die Brücken zur deutschen Geschichte schlägt. So zeichnet beispielsweise ferner die nächtliche Illumination des Gustav-Heinemann-Stegs eine Lichterkette nach. Die Topographie der unterschiedlichen Parkebenen und Höhenschichten soll die historischen Sedimente versinnbildlichen, aus der die Stadt aufgebaut ist.

### Skulptur des „Walk of Ideas“

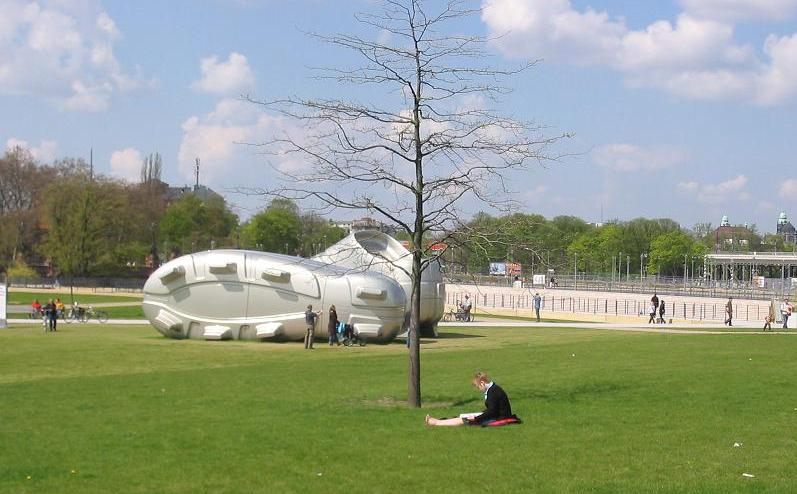
Skulptur: Der moderne Fußballschuh, Walk of Ideas, 2006

Im Rahmen des Walk of Ideas, einer künstlerischen Veranstaltungsreihe zur Fußball-Weltmeisterschaft 2006, die unter dem Motto „Ein Spaziergang durch Ideen aus Deutschland“ einen Kunstboulevard in Berlin bildet, wurden auf den Wiesen im März 2006 die Skulpturen zweier sechs Meter hoher Fußballschuhe enthüllt. Der moderne Fußballschuh erinnert an Adolf Dasslers 1953 gefertigte, sportgerätetechnisch revolutionären Schraubstollenschuhe.

## Daten zur Entstehung und zum Bau
1996/1997 schrieb der Berliner Senat einen internationalen Wettbewerb aus, den das Schweizer Architekturbüro Weber und Saurer mit dem oben umrissenen gestalterischen Konzept gewann. Mit der Arbeitsgemeinschaft Spreebogenpark führte das Schweizer Büro auch die konkrete Planung und die Begleitung der Ausführung durch. Die Bauzeit der sechs Hektar großen Fläche betrug drei Jahre, die Eröffnung fand am 30. Juni 2005 statt. Die Gesamtbaukosten in Höhe von 9,8 Millionen Euro trugen der Bund und das Land Berlin im Rahmen der Gemeinschaftsaufgabe Parlaments- und Regierungsviertel. Unter dem Spreebogenpark verlaufen die drei 2006 eröffneten, gemeinsam als Tiergartentunnel bezeichneten Tunnel: der Straßentunnel Tunnel Tiergarten Spreebogen (TTS), der Eisenbahntunnel Tunnel Nord-Süd-Fernbahn und der Tunnel für die erst später in Betrieb genommene U-Bahn-Linie U55 (seit 2020: Linie U5).
Unvollendete Realisierung
Der Spreebogenpark konnte bis heute nicht vollendet werden. Die beim Bau des Bandes des Bundes provisorisch angelegte Straße zur Umfahrung der Schweizer Botschaft zerschneidet den Park und verhindert die Fertigstellung geplanter Wegebeziehungen. Ein Rückbau der Straße scheiterte bisher – entgegen der ursprünglich abgestimmten Verkehrsplanung – an Sicherheitsüberlegungen seitens Bundestag und Bundeskanzleramt. Gespräche zwischen dem Land Berlin und der deutschen Bundesverwaltung über einen Kompromiss scheiterten 2008 zunächst. Erst im Jahr 2018 konnte Einigkeit über einen neuen Kompromissvorschlag erzielt werden, der den Rückbau der Umfahrungsstraße an der Schweizer Botschaft sowie eine Sperrung der Straße am Bundeskanzleramt für den Durchgangsverkehr beinhaltet. Dagegen bleibt die zunächst provisorische angelegte Straße über das Bürgerforum als Ersatz für die gesperrte Durchfahrt vor dem Paul-Löbe-Haus dauerhaft erhalten. Anschließend soll dann schließlich auch der Park selbst durch Anpflanzung von Bäumen und Sträuchern sowie durch das Aufstellen von Bänken vollendet werden. Die Arbeiten begannen im Spätherbst 2018 und sollten im Sommer 2019 abgeschlossen sein. Die Gesamtkosten wurden mit rund vier Millionen Euro veranschlagt.[veraltet]